# 606-й штурмовой авиационный полк
606-й штурмовой авиационный ордена Кутузова полк — авиационная воинская часть ВВС РККА штурмовой авиации в Великой Отечественной войне.

## Наименование полка
В различные годы своего существования полк имел наименования:
- 606-й лёгкий бомбардировочный авиационный полк;
- 606-й легко-бомбардировочный авиационный полк;
- 606-й легкобомбардировочный авиационный полк;
- 606-й ночной легкобомбардировочный авиационный полк;
- 606-й бомбардировочный авиационный полк;
- 606-й штурмовой авиационный полк;
- 606-й штурмовой авиационный ордена Кутузова полк<[1].

## История и боевой путь полка
Полк сформирован 7 декабря 1941 года переформированием 606-го легкобомбардировочного авиаполка. Полк выведен в тыл на переформирование после Битвы под Москвой.
В составе 1-й запасной авиабригады ВВС Приволжского военного округа полк находился до мая 1942 года, после чего прибыл в состав 3-й резервной авиабригады Резерва Ставки ВГК в ВВС Московского военного округа.
28 июля 1942 года полк прибыл в состав 214-й штурмовой авиадивизии 1-й воздушной армии Западного фронта. Полк вместе с дивизией действовал на Западном фронте, входя в состав 1-й воздушной армии. С 1 ноября 1942 года входил в состав 2-го смешанного авиакорпуса, участвуя в Сталинградской битве. 2 ноября 1942 года после больших потерь полк выведен в тыл на доукомплектование в состав 1-й запасной авиабригады ВВС Приволжского военного округа.
В конце декабря 1942 года полк вошел в состав 291-й штурмовой авиадивизии на аэродроме Архангельское. С 11 января 1943 года полк начал боевую работу на Воронежском фронте.
26 марта после напряженной боевой работы дивизия убывает на переформирование и доукомплектование материальной частью и личным составом в Старый Оскол. Находясь на формировании 606-й штурмовой авиационный полк приказом командующего 2-й воздушной армии 15 апреля 1943 года передал в 61-й Краснознамённый и 241-й штурмовые авиационные полки остатки материальной части и убыл на переформирование в состав 1-й запасной авиабригады ВВС Приволжского военного округа.
В мае 1943 года полк вошел в состав авиации Резерва Ставки ВГК, в августе полк вошел в состав ВВС Московского военного округа.
С 10 января 1944 года полк вошел в состав 280-й бомбардировочной авиадивизии 14-й воздушной армии Волховского фронта, с 13 января переформированной в 280-ю смешанную авиадивизию. В составе дивизии полк участвует в Новгородско-Лужской операции, разгроме немецких войск под Ленинградом и Новгородом. В феврале-марте 1944 наносит удары по железнодорожным станциям Батецкая, Передельская, Луга, Струги Красные, по опорным пунктам Мшага-Ямская, Уторгош, Орехова Гора, совхоз им. Кирова. С апреля 1944 года полк с дивизией в составе 14-й воздушной армии 3-го Прибалтийского фронта успешно действует в Псковско-Островской, Тартуской и Рижской операциях. C июля 1944 года поддерживает наступающие войска, производит бомбардировки Приекуле, Яунлатгале, в сентябре 1944 уничтожал переправы через Двину в районе Даугавпилса, наносит удары по порту Айнажи на восточном берегу Рижского залива.

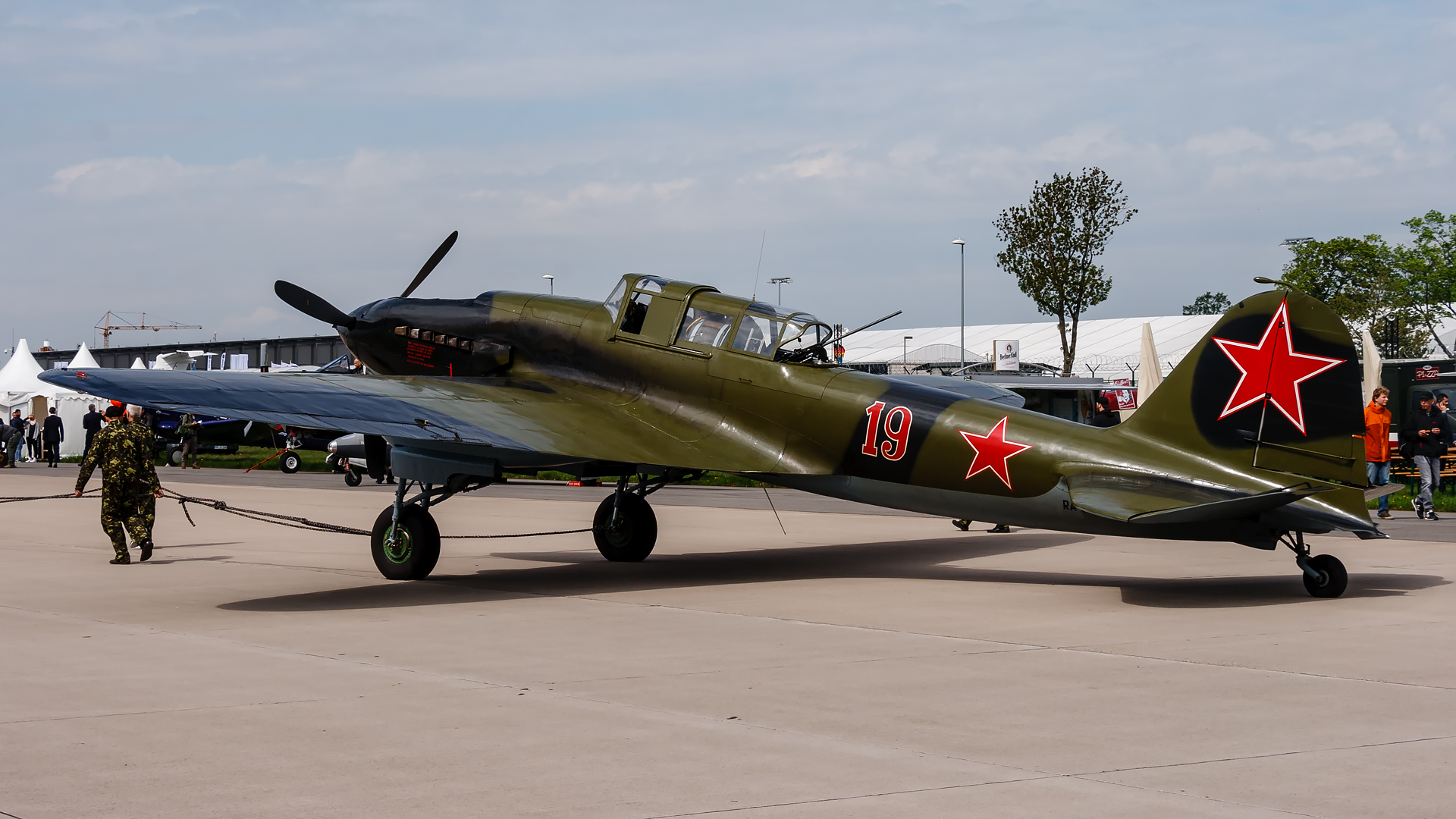
Конструкторы называли разработанный ими штурмовик Ил-2 «летающим танком», пилоты-истребители люфтваффе прозвали его «бетонным самолётом» (нем. Betonflugzeug), солдаты вермахта называли его «чумой» (нем. Schwarzer Tod, дословно: «чёрная смерть»).

Особо дивизия отличилась при освобождении городов Абрене, Остров, Тарту и Рига. За отличия в боях при освобождении города Остров дивизии присвоено почетное наименование «Островская», а 606-й штурмовой авиационный полк за образцовое выполнение боевых заданий командования в боях с немецкими захватчиками, за овладение городом Рига и проявленные при этом доблесть и мужество Указом Президиума Верховного Совета СССР от 31 октября 1944 года награждён орденом «Кутузова III степени».
280-я смешанная авиационная Островская дивизия вместе с полками в составе 14-я воздушная армия была выведена в резерв Ставки ВГК и Приказом НКО СССР 26 ноября 1944 года переформирована в 280-ю штурмовую авиационную Островскую дивизию и передана в состав 7-й воздушной армии Резерва Верховного Главнокомандования. В её составе находилась до конца войны.
В составе действующей армии полк находился с 25 мая по 2 ноября 1942 года, со 2 января по 15 апреля 1943 года и с 10 января по 26 ноября 1944 года.
По окончании войны полк вместе с дивизией выведены в Смоленск в состав ВВС Московского военного округа, где 280-я штурмовая авиационная Островская дивизия и 606-й штурмовой авиационный ордена Кутузова полк в апреле 1946 года были расформированы.

## Командиры полка
- майор, подполковник Всеволод Владимирович Ярошенко, 07.43 — 07.46

## В составе соединений и объединений
| Дата          | Фронт (округ)                        | Армия                                                 | Дивизия                                    | Примечания |
| ------------- | ------------------------------------ | ----------------------------------------------------- | ------------------------------------------ | ---------- |
| 07.12.1941 г. | Приволжский военный округ            | ВВС Приволжского военного округа                      | 1-я запасная авиационная бригада           |            |
| 01.05.1942 г. | Московский военный округ             | Резерв Ставки ВГК                                     | 3-я резервная авиационная бригада          |            |
| 28.05.1942 г. | Западный фронт                       | 1-я воздушная армия                                   | 214-я штурмовая авиационная дивизия        |            |
| 25.10.1942 г. | Резерв ВГК                           |                                                       | 214-я штурмовая авиационная дивизия        |            |
| 01.11.1942 г. | Южный фронт                          | 8-я воздушная армия 2-й смешанный авиационный корпус  | 214-я штурмовая авиационная дивизия        |            |
| 02.11.1942 г. | Приволжский военный округ            | ВВС Приволжского военного округа                      | 1-я запасная авиационная бригада           |            |
| 28.12.1942 г. | Резерв Ставки ВГК                    | 16-я воздушная армия 3-й штурмовой авиационный корпус | 291-я штурмовая авиационная дивизия        |            |
| 02.01.1943 г. | Воронежский фронт                    | 2-я воздушная армия                                   | 291-я штурмовая авиационная дивизия        |            |
| 15.04.1943 г. | Приволжский военный округ            | ВВС Приволжского военного округа                      | 1-я запасная авиационная бригада           |            |
| 10.01.1944 г. | Волховский фронт                     | 14-я воздушная армия                                  | 280-я бомбардировочная авиационная дивизия |            |
| 13.01.1944 г. | Волховский фронт                     | 14-я воздушная армия                                  | 280-я смешанная авиационная дивизия        |            |
| 15.02.1944 г. | Ленинградский фронт                  | 14-я воздушная армия                                  | 280-я смешанная авиационная дивизия        |            |
| 26.02.1944 г. | Ленинградский фронт                  | 13-я воздушная армия                                  | 280-я смешанная авиационная дивизия        |            |
| 24.04.1944 г. | 3-й Прибалтийский фронт              | 14-я воздушная армия                                  | 280-я смешанная авиационная дивизия        |            |
| 17.10.1944 г. | 2-й Прибалтийский фронт              | 14-я воздушная армия                                  | 280-я смешанная авиационная дивизия        |            |
| 26.11.1944 г. | Резерв Верховного Главнокомандования | 14-я воздушная армия                                  | 280-я смешанная авиационная дивизия        |            |
| 26.11.1944 г. | Резерв Верховного Главнокомандования | 7-я воздушная армия                                   | 280-я штурмовая авиационная дивизия        |            |
| 09.05.1945 г. | Резерв Верховного Главнокомандования | 7-я воздушная армия                                   | 280-я штурмовая авиационная дивизия        |            |
| 10.06.1945 г. | Московский военный округ             | ВВС Московского военного округа                       | 280-я штурмовая авиационная дивизия        |            |
| 31.03.1946 г. | Московский военный округ             | ВВС Московского военного округа                       | 280-я штурмовая авиационная дивизия        |            |

## Участие в операциях

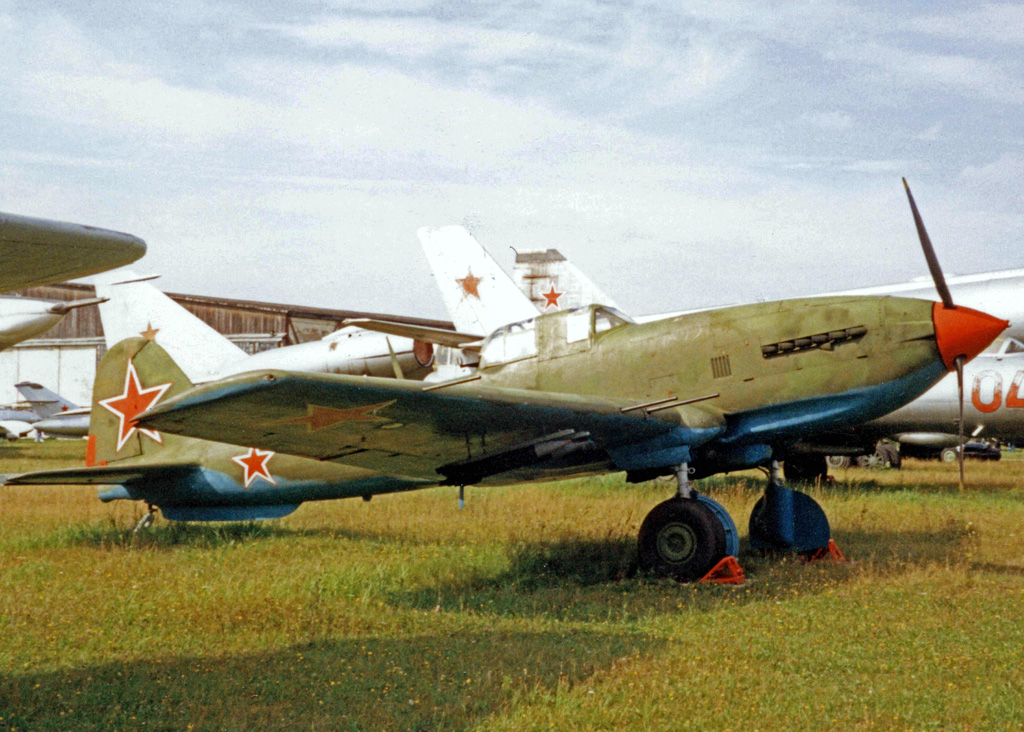
На вооружение полка самолёт Ил-10 начал поступать в 1945 году. На фото Ил-10М в Центральном музее ВВС РФ, Монино.

- Ржевско-Сычёвская операция — с 30 июля 1942 года по 23 августа 1942 года.
- Сталинградская битва — с 1 по 2 ноября 1942 года.
- Острогожско-Россошанская операция — с 13 по 27 января 1943 года.
- Воронежско-Касторненская операция — с 24 января по 2 февраля 1943 года.
- Харьковская операция — с 2 февраля по 25 марта 1943 года.
- Битва за Ленинград:
  - Мгинская наступательная операция — с 22 июля 1943 года по 22 августа 1943 года.
  - Новгородско-Лужская наступательная операция — с 14 января 1944 года по 15 февраля 1944 года.
  - Ленинградско-Новгородская операция — с 14 января 1944 года по 1 марта 1944 года.
- Псковско-Островская операция — с 17 июля 1944 года по 31 июля 1944 года.
- Тартуская операция — с 10 августа 1944 года по 6 сентября 1944 года.
- Прибалтийская операция:
  - Рижская операция — с 14 сентября 1944 года по 22 октября 1944 года.

## Награды
- 606-й штурмовой авиационный полк за образцовое выполнение боевых заданий командования в боях с немецкими захватчиками, за овладение городом Рига и проявленные при этом доблесть и мужество Указом Президиума Верховного Совета СССР от 31 октября 1944 года награждён орденом Кутузова III степени[8].

## Благодарности Верховного Главнокомандующего
Воинам полка в составе 280-й смешанной авиадивизии объявлены благодарности Верховного Главнокомандующего:
- За отличия в боях при форсировании реки Великая и прорыве обороны противника, при занятии крупных населенных пунктов Шанино, Зеленово, Красногородское[9].
- За отличие в боях при овладении штурмом городом Остров — крупным узлом коммуникаций и мощным опорным пунктом обороны немцев, прикрывающим пути к центральным районам Прибалтики[10].
- За отличие в боях при овладении штурмом городом и крупным узлом коммуникаций Тарту (Юрьев-Дерпт) — важным опорным пунктом обороны немцев, прикрывающим пути к центральным районам Эстонии[11].
- За отличие в боях при овладении городом и крупным железнодорожным узлом Валга — мощным опорным пунктом обороны немцев в южной части Эстонии[12].
- За отличие в боях при овладении столицей Советской Латвии городом Рига — важной военно-морской базой и мощным узлом обороны немцев в Прибалтике[13].

## Базирование
| Период               | Место базирования               |
| -------------------- | ------------------------------- |
| 01.07.1945 — 04.1946 | Смоленск                        |
| 04.1946 — 1954       | Раквере, Эстонская ССР          |
| 1954 — 1956          | Прибылово Ленинградская область |